# Academia de Cine Meishi
La Academia de Cine de Meishi es una de las 28 escuelas de la Universidad de Chongqing, la segunda academia de cine fundado en la República Popular de China después de la Academia de Cine de Beijing. Fue co-construido por la Universidad de Chongqing y el grupo de energía eléctrica Meishi de Hong Kong, estando certificada por el Ministerio de Educación de China. En la actualidad, la Academia de Cine Meishi cuenta con cerca de 700 estudiantes de pregrado, 21 graduados, y más de 50 profesores de tiempo completo. Zhang Yimou es uno de los profesores visitantes de la academia.